# Гарсия, Майки
Мигель Анхель Гарсия (англ. Miguel Angel Garcia, больше известен как: Майки Гарсия (англ. Mikey Garcia); род. 15 декабря 1987, Вентура, Калифорния, США) — американский боксёр-профессионал, выступающий в пяти: начиная от полулёгкой (до 57,15 кг), лёгкой (до 61,235 кг) и до полусредней (до 66,68 кг) весовых категориях. Чемпион мира по версии IBF (2018) и чемпион по версии WBC Diamond (2017—2018) в 1-м полусреднем весе. Чемпион мира по версиям WBC (2017—2019) и IBF (2018) в лёгком весе. Чемпион мира по версии WBO (2013—2014) во 2-м полулёгком весе. Чемпион мира по версиям WBO и The Ring (2013) в полулёгком весе.
Чемпион мира в 4 весовых категориях, отобравший титулы у 4-х действовавших чемпионов мира: в полулегком весе (в 2013 году победил Орландо Салидо); во 2-м полулегком весе (в ноябре 2013 года победил Романа Мартинеса); в лёгком весе (в 2017 году победил Деяна Златичанина); и в 1-м полусреднем весе (в 2018 году победил Сергея Липинца).

## Биография
Семья Гарсиа выходцы из города Паниндукаэро, (Мичоакан, Мексика). Его отец Эдуардо Гарсия был боксёром-любителем и тренером чемпиона мира боксёра Фернандо Варгаса. Его старший брат Роберто Гарсия был профессиональным боксёром и бывшим чемпионом мира по версии IBF в первом лёгком весе, который потерял свой пояс в бою с Диего Корралесом. Его старший брат Даниэль, также в прошлом боксёр и бывший тренер боксёра Виктора Ортиса.
Мигель Анхель является выпускником полицейской академии Ventura County.
Мигель начал свою любительскую карьеру в возрасте четырнадцати лет и победил текущего чемпиона Ring, WBC и WBA (Super) в полусреднем весе, Дэнни Гарсия.
В 2004 году выиграл национальный турнир среди юниоров «Золотые перчатки». В 2005 году выиграл чемпионат спортивной лиги.

## Профессиональная карьера

### Полулёгкий вес
На профессиональном ринге Гарсия дебютировал в июле 2006
В октябре 2008 года победил по очкам первого серьёзного соперника, колумбийца Уолтера Эстраду (34-6).
3 апреля 2010 года, Майки Гарсия нокаутировал в первом раунде мексиканца Томаса Виллию, и завоевал титул чемпиона США по версии USBA. 14 августа 2010 года Гарсия нокаутировал американца Корнелиуса Лука в элиминаторе IBF.
26 марта 2011 года Мигель Анхель в бою за титулы NABF и WBO NABO, нокаутировал непобеждённого американца Мэтта Ремиланда (23-0). В июне Гарсия защитил титулы нокаутом в бою с мексиканцем Рафаэлем Гузманом (28-2).
В сентябре 2012 года, Гарсия нокаутировал во втором раунде бывшего чемпиона мира, колумбийца Маурисио Пастрана.
10 ноября 2012 года Майки нокаутировал аргентинца Джонатана Виктора Барроса (34-3-1).
19 января 2013 года, Майки Гарсия вышел на ринг с чемпионом мира по версии WBO, Орландо Салидо. Салидо и Гарсия занимали верхние строчки рейтинга журнала Ринг, и в поединке в первые с 2004 года разыгрывался вакантный титул The Ring в полулёгком весе.
Гарсия действовал в поединке очень опытно и четыре раза отправлял Салидо на канвас. К концу пятого раунда над правым глазом у Орландо был сильный оттёк. В восьмом раунде После случайного столкновения головами Салидо сломал Гарсия нос, и бой был остановлен по рекомендации врача. Майки Гарсия победил техническим решением судей, и стал новым чемпионом мира по версиям WBO и The Ring в полулёгком весе.
15 июня 2013 года состоялся поединок Майки Гарсии с пуэрториканцем Хуаном Мануэлем Лопесом. Гарсия выиграл поединок техническим нокаутом в 4 раунде.

### Второй полулёгкий вес
После этого боя Гарсия поднялся на категорию выше, и 9 ноября 2013 года провёл поединок против чемпиона WBO в этой весовой категории пуэрториканца Романа Мартинеса. Гарсия побывал в нокдауне во 2-м раунде но контролировал бой и в 8-м раунде попал Мартинесу в печень отправив его в тяжёлый нокаут. Гарсия стал новым чемпионом WBO в этой весовой категории.
25 января 2014 года Гарсия встретился с мексиканцем Хуаном Карлосом Бургосом. Бой проходил с преимуществом Гарсии, на что Бургос лишь отвечал джебами,
за исключением того что мексиканец смог потрясти Гарсию левым крюком во втором раунде. По окончании боя все 3 судьи отдали победу чемпиону 119:109 и
118:110 дважды, на что зал ответил свистом. Гарсия неубедительно защитил свой титул.

### Лёгкий вес
28 января 2017 года встретился с чемпионом мира не имеющим поражений черногорцем Деяном Златичанином. В 3-м раунде Гарсия отправил Златичанина в тяжёлый нокаут ударом справа и завоевал титул чемпиона мира в лёгком весе по версии WBC. В апреле 2019 года решил не возвращаться в лёгкий вес и был лишён титула WBC (титул стал вакантным) и объявлен «чемпионом в отпуске».

### Полусредний вес
16 марта 2019 года провёл поединок в полусреднем весе с американцем Эрролом Спенсом и уступил единогласным решением судей.

## Статистика профессиональных боёв
В таблице перечислены результаты всех поединков боксёров.
В каждой строке указан результат поединка. Дополнительно номер поединка обозначен цветом, который обозначает итог поединка. Расшифровка обозначений и цветов представлена в нижеследующей таблице.
| Пример | Расшифровка                     |
| ------ | ------------------------------- |
|        | Победа                          |
|        | Ничья                           |
|        | Поражение                       |
|        | Планируемый поединок            |
|        | Поединок признан несостоявшимся |
| КО     | Нокаут                          |
| ТКО    | Технический нокаут              |
| PTS    | Решение судей (по очкам)        |
| UD     | Единогласное решение судей      |
| MD     | Решение большинства судей       |
| SD     | Раздельное решение судей        |
| RTD    | Отказ от продолжения боя        |
| DQ     | Дисквалификация                 |
| NC     | Поединок признан несостоявшимся |

| 42 поединка, 40 побед (30 нокаутом), 2 поражения. | 42 поединка, 40 побед (30 нокаутом), 2 поражения. | 42 поединка, 40 побед (30 нокаутом), 2 поражения. | 42 поединка, 40 побед (30 нокаутом), 2 поражения. | 42 поединка, 40 побед (30 нокаутом), 2 поражения. | 42 поединка, 40 побед (30 нокаутом), 2 поражения. | 42 поединка, 40 побед (30 нокаутом), 2 поражения. | 42 поединка, 40 побед (30 нокаутом), 2 поражения. |
| Результат                                         | Соперник                                          | Показатели                                        | Тип                                               | Раундов, время                                    | Дата боя                                          | Место проведения боя                              | Дополнительно |
| ------------------------------------------------- | ------------------------------------------------- | ------------------------------------------------- | ------------------------------------------------- | ------------------------------------------------- | ------------------------------------------------- | ------------------------------------------------- | --- |
| 40-2                                              | Сандор Мартин                                     | 38-2                                              | MD                                                | 10                                                | 16 октября 2021                                   | Chukchansi Park, Фресно, Калифорния, США          | Счёт: 95-95, 93-97 (дважды). |
| 40-1                                              | Джесси Варгас                                     | 29-2-2                                            | UD                                                | 12                                                | 29 февраля 2020                                   | Ford Center at The Star, Фриско, Техас, США       | Счёт: 116-111, 116-111, 114-113. Завоевал вакантный титул чемпиона по версии WBC Diamond в полусреднем весе.                                                                          |
| 39-1                                              | Эррол Спенс                                       | 24-0                                              | UD                                                | 12                                                | 16 марта 2019                                     | AT&T Stadium, Арлингтон, Техас, США               | Счёт: 107-120, 108-120, 108-120. Бой за титул чемпиона мира по версии IBF (3-я защита Спенса) и за вакантный титул чемпиона по версии WBC Diamond в полусреднем весе.                 |
| 39-0                                              | Роберт Истер мл.                                  | 21-0                                              | UD                                                | 12                                                | 28 июля 2018                                      | Стэйплс-центр, Лос-Анджелес, Калифорния, США      | Счёт: 118-109, 117-110, 116-111. Объединительный бой за титулы чемпиона мира по версиям WBC (1-я защита Гарсия) и IBF (4-я защита Истера) в лёгком весе. Истер в нокдауне в 3 раунде. |
| 38-0                                              | Сергей Липинец                                    | 13-0                                              | UD                                                | 12                                                | 10 марта 2018                                     | Freeman Coliseum, Сан-Антонио, Техас, США         | 116-111, 117-110, 117-110. Завоевал титул чемпиона мира по версии IBF в 1-м полусреднем весе. Липинец в нокдауне в 7 раунде.                                                          |
| 37-0                                              | Эдриэн Бронер                                     | 33-2                                              | UD                                                | 12                                                | 29 июля 2017                                      | Барклайс-центр, Бруклин, Нью-Йорк, США            | 116-112, 117-111, 116-112. |
| 36-0                                              | Деян Златичанин                                   | 22-0                                              | KO                                                | 3 (12), 2:21                                      | 28 января 2017                                    | Лас-Вегас, США                                    | Завоевал титул чемпиона мира по версии WBC в лёгком весе. |
| 35-0                                              | Элио Рохас                                        | 24-2                                              | TKO                                               | 5 (10), 2:02                                      | 30 июля 2016                                      | Нью-Йорк, США                                     | Рохас дважды в нокдауне в 3-м и 5-м раундах. |
| 34-0                                              | Хуан Карлос Бургос                                | 30-1-2                                            | UD                                                | 12                                                | 25 января 2014                                    | Нью-Йорк, США                                     | 118-110, 118-110, 119-109. Защитил титул WBO во втором полулёгком весе. |
| 33-0                                              | Роман Мартинес                                    | 27-1-2                                            | KO                                                | 8 (12), 0:56                                      | 9 ноября 2013                                     | Корпус-Кристи, США                                | Выиграл титул WBO во втором полулёгком весе. Гарсия в нокдауне во 2 раунде. |
| 32-0                                              | Хуан Мануэль Лопес                                | 33-2                                              | TKO                                               | 4 (12), 1:35                                      | 15 июня 2013                                      | Даллас, США                                       | Защитил титул The Ring; бой за вакантный титул WBO в полулёгком весе. Гарсия не уложился в лимит веса и не мог претендовать на пояс WBO. Лопес в нокдауне во 2 раунде.                |
| 31-0                                              | Орландо Салидо                                    | 39-11-2                                           | TD                                                | 8 (12), 3:00                                      | 19 января 2013                                    | Нью-Йорк, США                                     | 79-69, 79-69, 79-70. Выиграл титулы WBO и The Ring в полулёгком весе. Салидо в нокдауне 2 раза в 1 раунде, по 1 разу в 3 и 4 раундах. Первые титулы чемпиона мира в карьере Гарсии.   |
| 30-0                                              | Хонатан Виктор Баррос                             | 34-3-1                                            | TKO                                               | 8 (10), 2:24                                      | 11 октября 2012                                   | Лас-Вегас, США                                    | Баррос в нокдауне в 8 раунде. |
| 29-0                                              | Маурисио Пастрана                                 | 35-16-2                                           | KO                                                | 2 (10), 1:05                                      | 1 сентября 2012                                   | Лос-Мочис, Мексика                                | |
| 28-0                                              | Бернабе Консепсьон                                | 30-5-1                                            | TKO                                               | 7 (10), 2:33                                      | 10 марта 2012                                     | Сан-Хуан, Пуэрто-Рико                             | Защитил титулы WBO NABO и NABF в полулёгком весе. Консепсьон в нокдауне в 7 раунде.                                                                                                   |
| 27-0                                              | Хуан Карлос Мартинес                              | 19-12-1                                           | TKO                                               | 4 (10), 2:40                                      | 22 октября 2011                                   | Нью-Йорк, США                                     | Защитил титул NABF в полулёгком весе. Мартинес в нокдауне в 3 раунде и 2 раза в 4 раунде.                                                                                             |
| 26-0                                              | Рафаэль Гусман                                    | 28-2                                              | KO                                                | 4 (10), 1:55                                      | 4 июня 2011                                       | Лос-Анджелес, США                                 | Защитил титулы WBO NABO и NABF в полулёгком весе. Гусман в нокдауне в 4 раунде. |
| 25-0                                              | Мэтт Ремийяр                                      | 23-0                                              | RTD                                               | 10 (12), 3:00                                     | 26 марта 2011                                     | Атлантик-Сити, США                                | Выиграл титулы WBO NABO и NABF в полулёгком весе. Ремийяр 2 раза в нокдауне в 9 раунде и 1 раз в 10 раунде.                                                                           |
| 24-0                                              | Оливье Лончи                                      | 18-1-2                                            | KO                                                | 5 (10), 1:30                                      | 4 декабря 2010                                    | Анахайм (Калифорния), США                         | |
| 23-0                                              | Корнелиус Локк                                    | 19-5-1                                            | TKO                                               | 11 (12), 1:09                                     | 14 августа 2010                                   | Ларедо (Техас), США                               | Претендентский бой IBF в полулёгком весе. Локк по 1 разу в нокдаунах в 3 и 11 раундах.                                                                                                |
| 22-0                                              | Педро Наваррете                                   | 24-7-3                                            | UD                                                | 8                                                 | 8 мая 2010                                        | Агуаскальентес (штат), Мексика                    | 79-75, 77-75, 78-74. |
| 21-0                                              | Томас Вилья                                       | 22-6-4                                            | TKO                                               | 1 (12), 1:07                                      | 3 апреля 2010                                     | Корпус-Кристи, США                                | Выиграл вакантный титул USBA в полулёгком весе. |
| 20-0                                              | Артуро Гомес                                      | 15-13-5                                           | TKO                                               | 5 (8), 2:35                                       | 30 января 2010                                    | Мехико, Мексика                                   | |
| 19-0                                              | Йогли Эррера                                      | 22-10                                             | TKO                                               | 3 (8), 2:19                                       | 19 декабря 2009                                   | Янгстаун, США                                     | Эррера 2 раза в нокдауне в 3 раунде. |
| 18-0                                              | Карлос Ривера                                     | 16-3-2                                            | TKO                                               | 7 (10), 0:40                                      | 29 августа 2009                                   | Гранд-Прери (Техас), США                          | |
| 17-0                                              | Энтони Напуньи                                    | 14-5                                              | TKO                                               | 3 (10), 1:04                                      | 16 мая 2009                                       | Примм (Невада), США                               | |
| 16-0                                              | Лусиан Гонсалес                                   | 9-4-1                                             | RTD                                               | 5 (8), 3:00                                       | 6 февраля 2009                                    | Мейвуд (Калифорния), США                          | |
| 15-0                                              | Вальтер Эстрада                                   | 34-6                                              | UD                                                | 8                                                 | 31 октября 2008                                   | Лас-Вегас, США                                    | 77-74, 76-75, 76-75. |
| 14-0                                              | Хосе Эрнандес                                     | 11-6-1                                            | TKO                                               | 8 (8), 0:24                                       | 2 августа 2008                                    | Лас-Вегас, США                                    | |
| 13-0                                              | Чжэсун Ли                                         | 9-1-1                                             | TKO                                               | 4 (8), 1:15                                       | 26 июня 2008                                      | Лас-Вегас, США                                    | |
| 12-0                                              | Робинсон Кастеянос                                | 4-6                                               | TKO                                               | 5                                                 | 17 мая 2008                                       | Агуаскальентес (штат), США                        | |
| 11-0                                              | Хорхе Руис                                        | 5-3-1                                             | TKO                                               | 5 (6), 1:35                                       | 16 февраля 2008                                   | Лас-Вегас, США                                    | |
| 10-0                                              | Мануэль Сарабья                                   | 16-21-8                                           | UD                                                | 6                                                 | 20 сентября 2007                                  | Калабасас, США                                    | 59-54, 58-55, 58-55. |
| 9-0                                               | Реджи Сандерс                                     | 12-40-4                                           | KO                                                | 3 (6), 2:23                                       | 13 июля 2007                                      | Чикаго, США                                       | |
| 8-0                                               | Карлос Самбрано                                   | 8-15-1                                            | TKO                                               | 2 (6), 2:45                                       | 25 мая 2007                                       | Альбукерке, США                                   | |
| 7-0                                               | Стив Трамбл                                       | 12-21                                             | TKO                                               | 2 (6), 2:30                                       | 27 апреля 2007                                    | Хьюстон, США                                      | |
| 6-0                                               | Габриэль Ранхель                                  | 2-0-1                                             | TKO                                               | 2 (4), 1:56                                       | 9 марта 2007                                      | Идальго (Техас), США                              | |
| 5-0                                               | Фрэнки Мартинес                                   | 7-9-2                                             | TKO                                               | 2 (4), 1:51                                       | 19 января 2007                                    | Финикс, США                                       | |
| 4-0                                               | Баладан Тревисо                                   | 4-9-6                                             | KO                                                | 1 (?), 2:18                                       | 8 декабря 2006                                    | Эль-Монте (Калифорния), США                       | |
| 3-0                                               | Марио Франко                                      | 0-6-2                                             | KO                                                | 2 (4), 0:52                                       | 29 сентября 2006                                  | Окснард, США                                      | |
| 2-0                                               | Чад Эндрю Гэнниган                                | 0-1                                               | KO                                                | 1 (4), 2:19                                       | 12 августа 2006                                   | Лас-Вегас, США                                    | |
| 1-0                                               | Доминго Эррера Мендоса                            | 0-3                                               | PTS                                               | 4                                                 | 14 июля 2006                                      | Монтебелло (Калифорния), США                      | |